# Амаликитяне

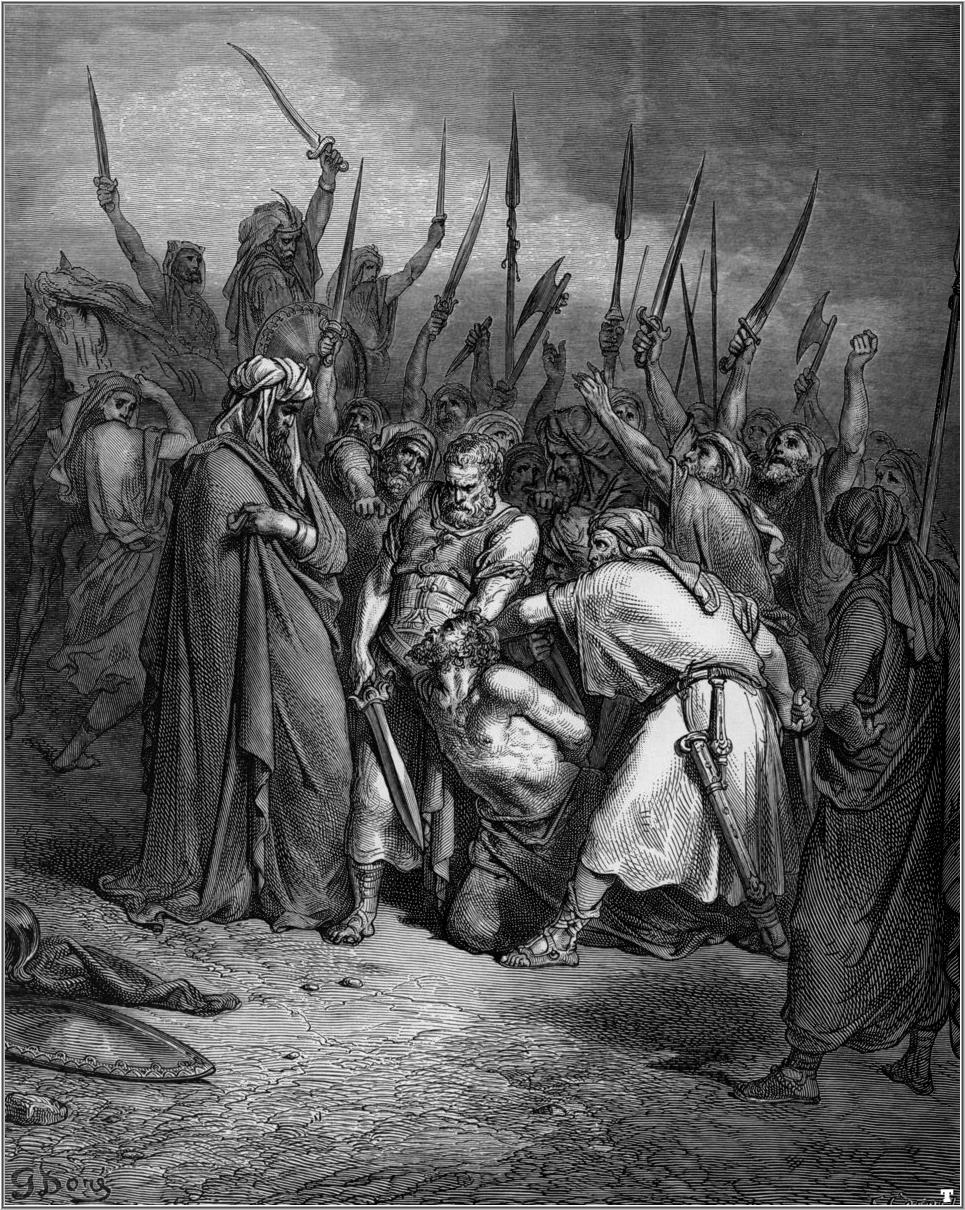
Гибель амалекитянского царя Агага. Гюстав Доре

Амаликитяне (ивр. עֲמָלֵק‎) — древнее племя семитского происхождения, кочевавшее в степях каменистой Аравии на юге от Ханаана.

## В Библии
По Библии, они происходили от Амалека (Амалика), внука Исава (Быт. 36:12), и были, таким образом, в родстве с идумеями. Однако же совсем отождествлять их, как это делает Иосиф Флавий, нельзя уже потому, что против амаликитян Моисей проповедовал истребительную войну, между тем как в отношении к идумеям, народу братскому, он запретил всякие неприязненные действия. К тому же идумеи вели жизнь оседлую, имели государственное устройство, и имя их столицы и других городов упоминается в Библии. Амаликитяне же, хотя и имели своих царей, именуемых в Святом Писании общим именем Агаг, но оседлости не любили, и ни одного имени из их городов не сохранилось. В Библии страна Амаликская также упоминается (Быт. 14:7) как существовавшая ещё во времена Авраама, так что возможно случайное совпадение имён амаликитян и праправнука Авраама — Амалика. Главные кочевья амаликитян были между Египтом и Синайской степью. Временами они совершали набеги вне этих пределов на соседние страны.
Возможно, под именем шасу в древнеегипетских источниках в XV—XII веках до н. э. упоминаются амаликитяне. В XVIII веке до н. э. они вошли в состав союза гиксосов.
Во время исхода из Египта амаликитяне были первым народом, напавшим на едва вышедший из Египта Израиль (Исх. 17:8). Позже евреям пришлось пройти через страну амаликитян, живших в южном Ханаане (Чис. 13:30). Между ними случались кровопролитные стычки (Чис. 14:45). После воцарения Саула израильтяне предприняли карательную экспедицию против амаликитянского царя Агага (1Цар. 15:2). Давид, находясь на службе филистимлянского правителя Гефа, также предпринимал разбойничьи вылазки против амаликитян, живущих на Бесоре у границы с Египтом (1Цар. 27:8). Окончательно истреблены были амаликитяне, по словам летописца, коленом Симеона во время царствования Езекии (722 до н. э.). С этого времени имя амаликитян исчезает из библейской истории. Остатки их, очевидно, рассеялись и смешались с другими народностями. Жившего спустя 200 лет персидского царедворца Амана, недруга иудеев, Библия называет агаги, то есть потомком царя Агага.

## В арабских источниках
Известные в мусульманских преданиях амалик берут своё название от библейских амаликитян, относятся к этническим группам разных легендарных циклов (филистимляне, мидьяниты, подданные фараонов). Они всегда изображаются притеснителями и угнетателями, которые в конце концов бывают побеждены с помощью Аллаха. В преданиях об «исконных арабах» амаликитянами (‘адитами) называют древний аравийский народ, который жил в Хиджазе и Ямаме. Этому народу проповедовал пророк Худ. Они также фигурируют в легендарном цикле о пальмирской царице Зенобии (аз-Заббе).
Арабские историки, Абу-ль-Фида и другие, передавали, что амаликитяне, вытесненные из мест первобытного их пребывания, перекочевали во внутреннюю Аравию, смешались с местными аборигенами и вошли в состав так называемых мосарабов, то есть племён, смешанных из чистокровных арабов и иностранцев. Впоследствии ориенталисты пришли к заключению, что амаликитяне были исконным арабским племенем из рода Иоктанидов или Кахтанидов, что опять находит себе подтверждение в одном месте Библии, где страна амалекитов упоминается ещё во времена Авраама, задолго до рождения Амалека, внука Исавова. Английский историк Э. Палмер отождествлял амаликитян с упоминаемым в Коране древнеарабским племенем адитов, погибших в незапамятные времена от урагана.